# Рейд на Опелайку
Рейд кавалерии Ловелла Руссо на Опелайку (англ. Rousseau's Opelika Raid) — один из кавалерийских рейдов Атлантской кампании американской гражданской войны, который проходил с 10 по 22 июля 1864 года на территории штата Алабама. Рейд начался от алабамского города Декейтера, и встретил лишь незначительное сопротивление сил Конфедерации.  Генерал Ловелл Руссо повёл кавалерию на юг, разрушая военные склады и частную собственность. Им удалось повредить 30 миль (48 километров) железной дороги около города Опелайка. Оттуда кавалерия повернула на северо-восток, и присоединилась к федеральной армии Уильяма Шермана около Мариетты. Возвращение Руссо позволило Шерману начать рейд Стоунмана на Мейконскую дорогу 27 июля.